# コットンボール・ダイエット

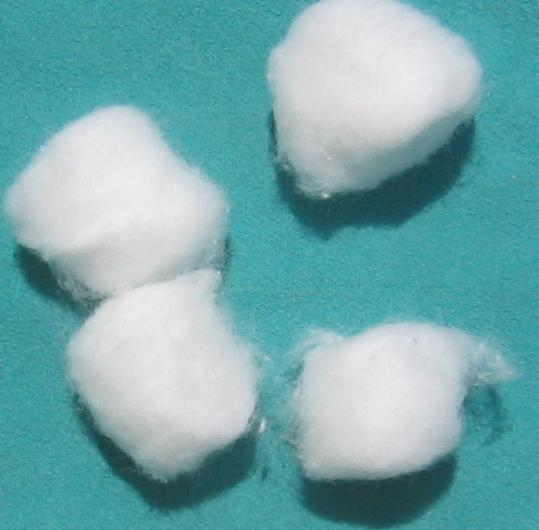
コットンボール

コットンボール・ダイエット（英語: cotton ball diet）は、ファド・ダイエットの一種で、コットンボール（綿の球）をジュースやスムージーなどの液体に浸して摂取するというものである。コットンボールを摂取することで、お腹を膨らませ、食べる量を減らすことを目的としている。このダイエット法は危険であると繰り返し非難されている。このダイエット法は、女性が不健康に痩せることが奨励されるモデル業界に由来すると考えられている。

## 健康上の危険性
綿は消化器系の閉塞を引き起こす可能性がある。腸内での閉塞は、脱水症状や消化管の壊死、内臓の損傷を引き起こす可能性がある。また、このダイエット法は栄養失調をもたらす。
また、コットンボールは噛み切ることができず、丸ごと飲み込まなければならないため、窒息の原因にもなる。ほとんどのコットンボールは、綿ではなく漂白されたポリエステルから作られており、含まれる毒素が時間とともに蓄積され、内臓障害を引き起こす可能性がある。
このダイエットは摂食障害に等しいと考えられており、摂食障害にはうつ病などの気分障害も伴う。